# Eishöhle (Geologie)

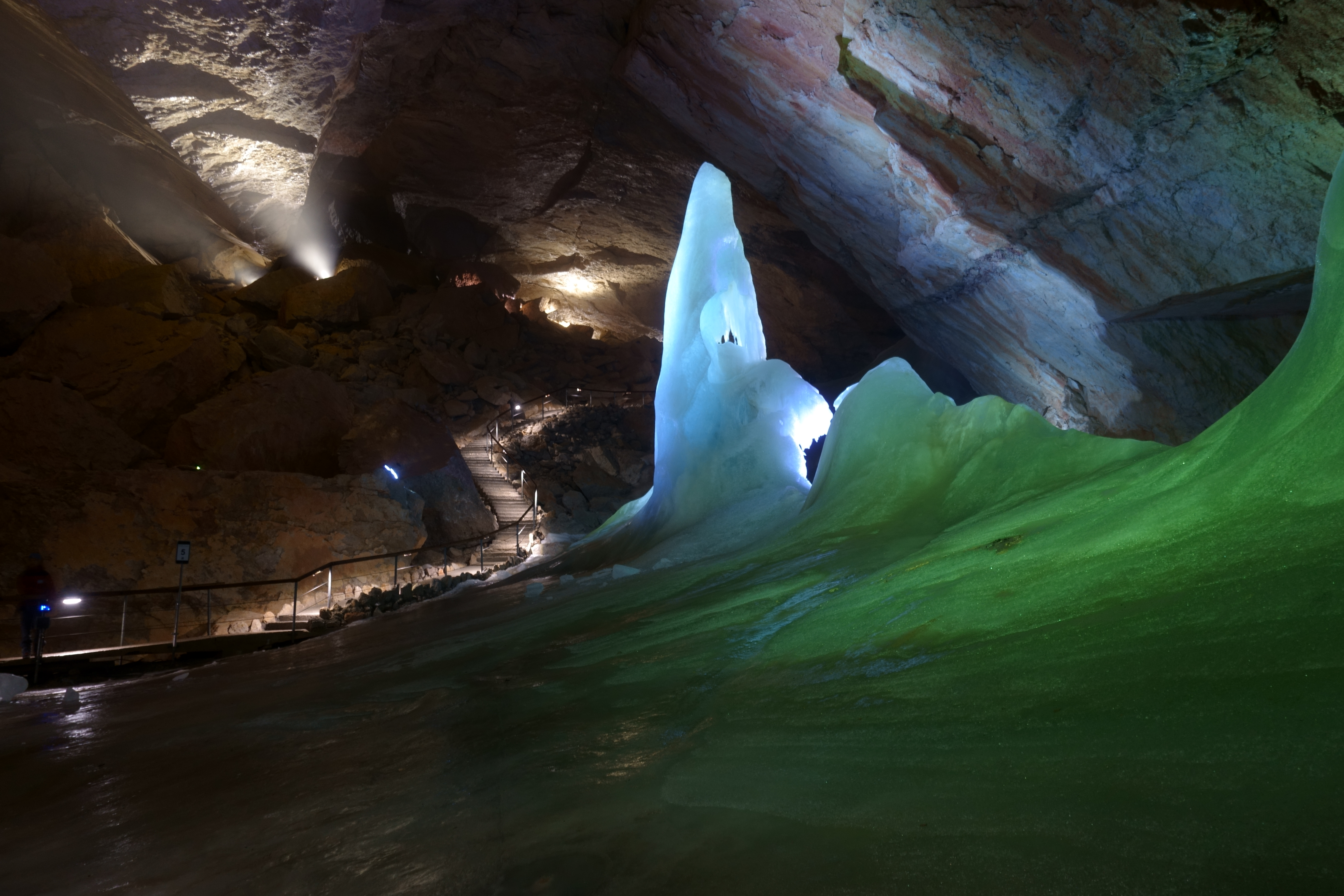
Die Dachstein-Rieseneishöhle ist eine dynamische Eishöhle

Als Eishöhlen werden Höhlen bezeichnet, die durch ihre Lage und Topographie ein ganzjähriges Vorkommen von Eis aufweisen.

## Typen
Statische Eishöhlen haben nur einen Eingang und führen sackartig nach unten. Im Winter sinkt kalte Außenluft ein, aber im Sommer kann die leichtere warme Luft nicht ins Höhleninnere absinken.
Dynamische Eishöhlen haben mindestens zwei Eingänge bzw. wetterwegsamen Öffnungen in verschiedener Geländelage. Im Winter steigt relativ warme Höhlenluft nach oben und kalte Außenluft wird angesaugt. Im Sommer kann die kühle Höhlenluft das Eis nur wenig abschmelzen.
Auch Höhlen in Gletschern oder anderen Eismassen werden mitunter als Eishöhlen bezeichnet. Eine seit ca. 2010 bekannte natürlich entstandene Höhle befindet sich in 3250 m Höhe unter dem Hintertuxer Gletscher.
Eine Vielzahl solcher Höhlen kommt natürlich vor; andere sind von Menschenhand (im Untergrund, lateinisch subterranea; unterirdisch, subterraneus) erschaffen.

## Eishöhlen in Europa
- die Dachstein-Rieseneishöhle im Dachsteingebirge, Österreich
- die Schellenberger Eishöhle bei Marktschellenberg, Deutschland
- die Hundalm-Eishöhle bei Angerberg, Österreich
- das Schwarzmooskogel-Höhlensystem in Österreich
- die Eisriesenwelt bei Werfen, Österreich mit 42 Kilometern Länge
- die Dobschauer Eishöhle (Dobšinská ľadová jaskyňa) bei Dobšiná, Slowakei
- die Demänováer Eishöhle (Demänovská ľadová jaskyňa) in der Niederen Tatra, Slowakei
- die Eishöhle von Monlési (Glacière de Montlési) und weitere Eishöhlen im Schweizer Jura (Kantone Neuenburg und Waadt)
- die Kungurer Eishöhle bei Kungur, Russland
- die Ledová jeskyně Naděje Eishöhle Hoffnung im Lausitzer Gebirge, Tschechien
- die Hendrikhöhle in Schwarzach, Österreich
- die Große Eishöhle in Paradana (Velika ledena jama) im Ternowaner Wald, Slowenien
- die Scărișoara-Höhle (Peștera Scărișoara) im Apuseni-Gebirge, Rumänien
- die Kolowratshöhle im Untersberg in den Berchtesgadener Alpen, Deutschland